# Empire Earth II
Empire Earth II, позната още като ЕЕ2 е компютърна игра, стратегия в реално време, разработена от Mad Doc Software и разпространена от Vivendi Universal Games. Издадена е на 26 април 2005 г. с версия за Microsoft Windows (XP, 98, Ме и 2000). Играта включва 15 епохи и 14 различни цивилизации. Нациите са разделени на 4 географски региона и всяка една цивилизация си има по 3 уникални бойни единици. Тя е продължение на Empire Earth, пусната през 2001 г. На 14 февруари 2006 е пуснато официалното ѝ попълнение The Art of Supremacy с 1 нов регион и 4 нации.